# Aéroport international de Changchun Longjia
Pour les articles homonymes, voir CGQ.
L'aéroport international de Changchun Longjia (code IATA : CGQ • code OACI : ZYCC) est un aéroport situé dans la province de Jilin en Chine. Il se situe à 31 kilomètres au nord-est de la capitale de la province, Changchun, et à 76 kilomètres au nord-ouest de la ville de Jilin : la gestion de l'aéroport est partagée par ces deux villes. L'aéroport de Changchun est un hub régional pour la compagnie aérienne China Southern Airlines.

## Histoire
La décision de créer l'aéroport International de Longjia fut approuvée en 1998. Les travaux ont démarré le 29 mai 2003, et l'aéroport est opérationnel dès le 27 août 2005. Le nom de l'aéroport (龙嘉), et de la ville située juste à côté, signifie "Dragon Chanceux". Ce nom fut donné à l'aéroport et écrit sur le Terminal par le ministre Zhu Rongji.
L'aéroport fut construit pour remplacer l'aéroport de Changchun Dafangshen, construit en 1941 par les Japonais comme aéroport principal du Manchukuo. Ce dernier fut ainsi fermé au public et uniquement destiné à un usage militaire. Les vols commerciaux à destination ou en provenance de l'aéroport de Jilin furent transférés à Changchun Longjia dès le 3 octobre 2005.
L'aéroport fut ensuite agrandi en 2009, tant au niveau du Terminal International que celui de la piste. L'agrandissement prit fin en mai 2011, et permit ainsi d’accueillir des avions plus imposants tels que le Boeing 747. Il était prévu que l'aéroport accueille en 2015 6,5 millions de passagers annuels, mais dès 2013, l'aéroport accueillait 6,7 millions de passagers. L'aéroport est par ailleurs le 30e plus important aéroport du pays.

## Situation

### Carte des 50 premiers aéroports de Chine
| \| 500 km1:25 016 000 \| Baotou Canton Changchun Changsha Chengdu-CTU Chengdu-TFU Chongqing Dalian Fuzhou Guilin Guiyang Haikou Hailar Hangzhou Harbin Hefei Hohhot Jinan Jinghong Kunming Lanzhou Lhassa Lijiang Nanchang Nankin Nanning Ningbo Pékin · Capitale Pékin · Daxing Qingdao Quanzhou Sanya Shanghaï-Pudong Shanghaï-Hongqiao Shantou-Chaozhou-Jieyang Shenyang Shenzhen Shijiazhuang Taiyuan Tianjin Ürümqi Wenzhou Wuhan Suzhou Xiamen Xi'an Xining Yantai Yinchuan Zhengzhou Zhuhai-Jinwan |
| 500 km1:25 016 000 |

## Statistiques
Pour des raisons techniques, il est temporairement impossible d'afficher le graphique qui aurait dû être présenté ici.

Voir la requête brute et les sources sur Wikidata.

## Compagnies aériennes et destinations

### Passagers
| Compagnies                                           | Destinations |
| ---------------------------------------------------- | --- |
| 9 Air                                                | Canton-Baiyun, Nankin |
| Air Chang'an                                         | Xi'an-Xianyang, Yantai |
| Air China                                            | Pékin-Capitale, Chengdu-Shuangliu, Chongqing-Jiangbei, Hangzhou-Xiaoshan, Shanghai-Pudong, Tianjin Binhai, Wuhan, Yantai, Zhengzhou |
| Air Guilin                                           | Xuzhou-Guanyin |
| Air Travel                                           | Kunming-Changshui, Wuxi/Suzhou |
| Asiana Airlines                                      | Séoul-Incheon |
| Beijing Capital Airlines                             | Changsha, Haikou, Hefei, Sanya-Phénix, Shijiazhuang, Xi'an-Xianyang |
| Chengdu Airlines                                     | Chengdu-Shuangliu, Shijiazhuang, Wēihǎi, Yancheng |
| China Eastern Airlines                               | Chengdu-Shuangliu, Chifeng, Canton-Baiyun, Guilin-Liangjiang, Hefei, Jinan, Luzhou-Yunlong, Nanchang-Changbei, Nankin, Ordos Ejin Horo, Singapour-Changi, Shanghai-Pudong, Taiyuan-Wusu, Wēihǎi, Xi'an-Xianyang |
| China Southern Airlines                              | - Beihai-Fucheng, - Pékin-Capitale, - Pékin-Daxing , - Baishan (zh), - Changsha, - Chengdu-Shuangliu, - Chongqing-Jiangbei, - Canton-Baiyun, - Guilin-Liangjiang, - Guiyang, - Haikou, - Hangzhou-Xiaoshan, - Hefei, - Hohhot, - Jeju, - Jinan, - Kunming-Changshui, - Nagoya-Chūbu, - Nanchang-Changbei, - Nankin, - Nanning, - Osaka-Kansai, - Qingdao-Jiaodong, - Sanya-Phénix, - Séoul-Incheon, - Shanghai-Pudong, - Shenzhen-Bao'an, - Taïwan-Taoyuan, - Tianjin Binhai, - Tokyo-Narita, - Ürümqi-Diwopu, - Wenzhou-Longwan, - Wuhan, - Xi'an-Xianyang, - Xiamen-Gaoqi, - Xining-Caojiabao, - Yancheng, - Yanji, - Zhengzhou, - Zhuhai |
| China Southern Airlines opéré par Chongqing Airlines | Chongqing-Jiangbei, Nanchang-Changbei |
| Donghai Airlines                                     | Nanchang-Changbei, Nankin, Shenzhen-Bao'an, Wuxi/Suzhou, Zhuhai |
| Hainan Airlines                                      | Pékin-Capitale, Changsha, Haikou, Hangzhou-Xiaoshan, Hefei, Hohhot, Lanzhou, Shijiazhuang |
| Hebei Airlines                                       | Pékin-Daxing |
| Hong Kong Airlines                                   | Hong Kong |
| Joy Air                                              | Baishan (zh) |
| Juneyao Airlines                                     | Nankin, Qingdao-Jiaodong, Shanghai-Pudong |
| Kunming Airlines                                     | Changsha, Kunming-Changshui, Nanchang-Changbei, Shijiazhuang, Xiangyang-Luiji |
| Loong Air                                            | Hangzhou-Xiaoshan, Kunming-Changshui, Linyi (zh), Rizhao Shanzihe (en), Wēihǎi, Yinchuan Hedong |
| Lucky Air                                            | Zhengzhou |
| Mandarin Airlines                                    | Taïwan-Taoyuan |
| Qingdao Airlines                                     | Baishan (zh), Haikou, Huai'an, Nanning, Qingdao-Jiaodong, Tianjin Binhai |
| Shandong Airlines                                    | Chongqing-Jiangbei, Guiyang, Jinan, Qingdao-Jiaodong, Taiyuan-Wusu, Xiamen-Gaoqi, Yantai |
| Shanghai Airlines                                    | Fuzhou-Chánglè, Guilin-Liangjiang, Haikou, Shantou-Chaozhou-Jieyang, Jining Da'an (en), Shanghai-Pudong, Wēihǎi, Wenzhou-Longwan, Yantai |
| Shenzhen Airlines                                    | Canton-Baiyun, Linyi (zh), Mianyang Nanjiao, Nanchang-Changbei, Nankin, Nanning, Nantong Xingdong, Sanya-Phénix, Shenzhen-Bao'an, Taizhou (Jiangsu) (en), Yantai, Zhengzhou |
| Sichuan Airlines                                     | Chengdu-Shuangliu, Hangzhou-Xiaoshan, Jinan, Sanya-Phénix, Tianjin Binhai, Xi'an-Xianyang, Taizhou (Jiangsu) (en), Yulin (en), Zhengzhou |
| Spring Airlines                                      | Bangkok-Suvarnabhumi, Nanchang-Changbei, Ningbo, Shanghai-Pudong, Shenzhen-Bao'an, Shijiazhuang, Xiamen-Gaoqi, Taizhou (Jiangsu) (en) |
| Suparna Airlines                                     | Hohhot, Shanghai-Pudong |
| Tianjin Airlines                                     | Tianjin Binhai, Ürümqi-Diwopu |
| Tibet Airlines                                       | Chengdu-Shuangliu, Tianjin Binhai |
| Ural Airlines                                        | Bangkok-Suvarnabhumi, Irkoutsk, Moscou-Domodédovo En saison : Vladivostok |
| Vietnam Airlines                                     | En saison Charter : Cam Ranh |
| XiamenAir                                            | Changsha, Fuzhou-Chánglè, Hangzhou-Xiaoshan, Jinan, Lianyungang-Huaguoshan, Ningbo, Qingdao-Jiaodong, Quanzhou Jinjiang, Tianjin Binhai, Xiamen-Gaoqi |

Édité le 07/10/2019

### Cargo
| Compagnies            | Destinations            |
| --------------------- | ----------------------- |
| China Postal Airlines | Jinan, Nankin, Shenyang |

## Transports au sol
Changchun Longjia est relié au Changchun–Jilin Intercity Railway avec la gare de Changchun Ouest située au sous-sol du Terminal de l'aéroport.

## Crédit d'auteurs
- (en) Cet article est partiellement ou en totalité issu de l’article de Wikipédia en anglais intitulé « Changchun Longjia International Airport » (voir la liste des auteurs).